# حوزه انتخابیه دوم میسیسیپی
حوزه انتخابیه دوم میسیسیپی یک حوزه انتخابیه مجلس نمایندگان آمریکا است که در ایالت میسیسیپی قرار دارد.